# ルネ・ポティエ

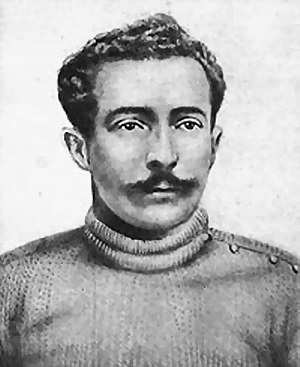
ルネ・ポティエ

ルネ・ポティエ（René Pottier、1879年6月5日 - 1907年1月25日）は、フランス、モレ・スュル・ロワン出身の元自転車競技選手。

## 来歴
1905年のパリ〜ルーベ、ボルドー〜パリでいずれも2位に入る。同年のツール・ド・フランスにも出場した。
1906年、925.290 kmをマークして、24時間耐久トラックレースである、ボルドールレースを優勝。パリ〜ルーベ3位を経て、二度目のツール・ド・フランスに挑み、第2〜第5ステージで勝利した他、第13ステージも制し、31ポイントを挙げて総合優勝を果たした。
しかし、プロ選手としての活動は、事実上、ツール・ド・フランスを制したことでピリオドが打たれることになる。翌1907年1月25日、夫人と共に無理心中を遂げ、27歳で生涯を閉じた。
ポティエの死後まもなくして、ツール・ド・フランス産みの親として知られる、アンリ・デグランジュが、1905年にツール・ド・フランスとして最初の山岳コースとして組み入れられた、バロン・ダルサス（Ballon d'Alsace）に石碑を建立した。なお、同年のバロン・ダルサスをトップで通過したのがポティエであった。